# Entomologia agraria
L'Entomologia agraria è una branca dell'Entomologia applicata. Studia gli insetti, altri artropodi e vari altri organismi, sotto il profilo delle loro interazioni dirette o indirette con l'agricoltura e i suoi prodotti. L'ambito di studio dell'Entomologia agraria si estende in senso lato anche all'Entomologia forestale, all'Entomologia veterinaria ed all'Entomologia medica (come sezione della Parassitologia).

## Importanza dell'entomologia agraria
Da un punto di vista ecologico i vegetali, come organismi produttori, costituiscono una delle basi alimentari fondamentali degli organismi viventi consumatori primari e, indirettamente, di tutti gli organismi consumatori di grado superiore. In un ecosistema naturale gli equilibri interni alla biocenosi fanno in modo che il flusso di energia e di materia organica si esaurisca all'interno della rete alimentare. L'omeostasi correlata alla complessità della biocenosi fa in modo che nessuna specie prenda definitivamente il sopravvento sulle altre.
L'attività agricola crea degli ecosistemi artificiali, gli agrosistemi, caratterizzati per ragioni economiche dall'esistenza di un surplus energetico. Le colture agrarie rappresentano una forma semplificata di cenosi vegetale finalizzata ad ottimizzare l'impiego delle risorse e convogliarle in un'eccedenza produttiva. Questa eccedenza produttiva in natura si trasforma in un processo evolutivo degli ecosistemi richiamando l'ingresso di organismi con un potenziale biotico elevato (specie a strategia r) che hanno un'azione di antagonismo nei confronti delle specie agrarie. Questo antagonismo si manifesta con la competizione interspecifica nel caso di organismi produttori (ad esempio, le piante infestanti) e con interazioni trofiche di predazione o di parassitismo nel caso di organismi consumatori primari (in particolare funghi patogeni, nematodi, insetti, uccelli, molluschi e, in contesti particolari mammiferi). La semplicità della biocenosi fa in modo che tali organismi, almeno in una prima fase, non incontrino antagonisti diretti: in generale, questi sono rappresentati da consumatori di ordine superiore (predatori e iperparassiti), che spesso hanno un potenziale biologico basato sulla strategia k e, quindi, hanno un insediamento più lento negli ecosistemi in evoluzione.
Per i motivi sopra citati un agrosistema è destinato ad una rapida mutazione a scapito delle piante agrarie (e della loro produzione) e a beneficio degli organismi consumatori che entrano in competizione con l'uomo. Da quando è divenuto agricoltore l'uomo ha dovuto perciò combattere una lotta senza quartiere contro questi competitori naturali. L'evoluzione della tecnica agronomica nel corso dei tempi ha portato ad una estrema semplificazione degli agrosistemi e ad un incremento delle eccedenze produttive, intensificando ulteriormente la competizione da parte dei consumatori primari e portando in primo piano il problema della difesa dei vegetali.
Parallelamente all'evoluzione della tecnica agronomica sono pertanto nate ed evolute specifiche branche della biologia applicata finalizzate alla difesa dei vegetali: la Patologia vegetale (fitopatologia), interessata alle avversità di natura non biotica (fisiopatie) ed alle avversità di natura biotica rappresentate dalle fanerogame parassite, dalle crittogame (funghi), dai batteri, dai virus e dai fitoplasmi; la Nematologia, interessata ai nematodi; l'Entomologia agraria, interessata agli insetti; la Parassitologia vegetale, interessata a tutti i fitofagi minori (acari, molluschi, uccelli e roditori).
L'entomologia agraria si colloca pertanto nel contesto più ampio della difesa dei vegetali concentrando gli studi su una particolare categoria sistematica. L'evoluzione di una branca specifica rivolta ai soli Insetti trova fondamento nel fatto che questa categoria sistematica è la più ricca di specie nell'ambito del regno animale e, soprattutto, la più ricca di specie che hanno un rapporto diretto con l'uomo e le sue attività. Inoltre, il grado di evoluzione degli insetti nell'insieme degli invertebrati ha fatto sì che questi abbiano nel complesso raggiunto un elevato potenziale biologico e una notevole capacità di affermazione nell'ambiente, tali da renderli tra i più temibili organismi competitori con l'uomo.

## Aspetti storici

### L'approccio con i flagelli storici
Tutte le fonti storiche attestano le carestie, con decine di migliaia di morti, in tutta l'Asia occidentale e nell'Africa settentrionale, a causa del proliferare periodico delle locuste, che lasciavano alla fame le popolazioni. Il problema arrivò ad interessare la Basilicata e la Puglia anche nel Novecento: Minos Martelli, docente di entomologia a Milano fino al 1975, narrava ai discepoli di avere condotto, giovane assistente, le operazioni di irrorazione, alla fine degli anni quaranta, contro uno sciame che poteva distruggere il raccolto del frumento nel Tavoliere delle Puglie. Carestie di gravità paragonabile erano prodotte, nei paesi più settentrionali, dal maggiolino, una specie oggi pressoché scomparsa, che costrinse periodicamente gli abitanti della Normandia e della Bretagna a nutrirsi di maggiolini fritti quando le infestazioni distruggevano le produzioni vegetali. Altrettanto esiziali gli afidi del grano, o la dorifora della patata, capace di lasciare intere coltivazioni senza una foglia, quindi incapaci di produrre i tuberi.
L'uomo ha sempre cercato di difendere le colture, all'inizio con i mezzi della stregoneria e della superstizione. Il trattato di agronomia dell'età bizantina, la Geoponica, suggerisce che per liberare l'orto dagli afidi il contadino mandi la moglie, in tempo di mestruazioni, a percorrere nuda l'orto: terrorizzati, gli afidi evacueranno. Contro lo sciame di locuste suggerisce, invece, di appendere, ai capi del campo, pipistrelli ad ali distese.
Segna la data di nascita di un'autentica scienza per la difesa delle colture contro gli insetti la spedizione che, per incarico dell'Accademia delle scienze parigina, compiono Henri Louis Duhamel du Monceau e Mathieu Tillet, nell'estate del 1760, nella regione di Angoulême, dove un'invasione di falsa tignola sta distruggendo i seminati di frumento, aggravandosi anno dopo anno e minacciando la più grave carestia. Armati di una lente di ingrandimento e di un termometro, le prime armi della scienza contro i devastatori, i due accademici identificano il fitofago (la Nemapogon granella), studiano il suo ciclo biologico, mettono a punto la procedura per devitalizzarlo, introducendo il frumento in un forno e portandolo a temperatura alla quale l'uovo dell'insetto perisca. Precauzioni attentissime dettano per il frumento da semina, che dovrà essere riscaldato nel forno senza perdere la vitalità, ciò che impedirebbe la produzione successiva. Singolarmente, i due accademici insegnano a immergere, dopo il riscaldamento, il grano da seme in una liscivia di cenere e calce, un espediente che oltre all'efficacia contro la tignola è altrettanto utile contro alcune crittogame, in primo luogo l'agente del "carbone" (Ustilago tritici), allora autentico flagello. La lotta contro gli insetti fitofagi inizia insieme a quella contro i parassiti fungini.
Nell'ultimo quarto dell'Ottocento l'entomologia agraria vive uno dei capitoli più gloriosi della propria storia quando, per combattere un fungo parassita, la peronospora, vengono importate dall'America viti immuni. Tragicamente, nelle radici di quelle viti si annida un insetto (la fillossera) assai più pericoloso della peronospora, siccome la vite europea è assolutamente incapace di resistere ai danni che esso provoca all'apparato radicale. Coordinandosi all'Ampelografia, la disciplina che studia i vitigni, la risposta della scienza alla terribile devastazione sarà quella rinnovare tutti i vigneti europei innestandoli su portinnesti di ceppo americano, geneticamente resistenti al fitofago.

### L'evoluzione della lotta chimica
Parallelamente allo studio degli insetti sotto l'aspetto biologico e alla scoperta di nuove specie, l'Entomologia agraria approfondisce la ricerca sui metodi di controllo nel tentativo di razionalizzare la fitoiatria. Per buona parte del XX secolo questo settore di ricerca concentra le sue attenzioni sulla lotta chimica.
La prova dell'efficacia antiparassitaria di soluzioni chimiche può essere fatta risalire alla metà dell'Ottocento i frutticoltori sperimentano, contro gli afidi del pesco, l'utilità dell'estratto di tabacco, ricavato dai mozziconi dei sigari. Ancora oggi il solfato di nicotina si rivela uno dei principi attivi più efficaci, anche se eccessivamente costosi, nel controllo delle pullulazioni di afidi resistenti.
All'alba del Novecento l'entomologia indirizza definitivamente la fitoiatria verso la lotta chimica, con l'introduzione delle prime molecole insetticide, come i derivati dell'arsenico, alcuni oltremodo tossici e persistenti. Ai composti di derivazione varia subentrano le nuove molecole di sintesi, sperimentate a cavallo fra le due guerre. Un aspetto singolare è che la ricerca scientifica nel settore dei pesticidi ha avuto nel secolo scorso strette relazioni con le sperimentazioni militari delle armi chimiche.
Nel secondo dopoguerra prendono una larga diffusione gli insetticidi clororganici, di cui il più famoso è il D.D.T. Questi insetticidi libereranno regioni vastissime dalla malaria, si riveleranno efficaci per combattere alcuni zooparassiti (ad esempio i pidocchi), avranno un ruolo fondamentale nella difesa delle colture. Dopo alcuni decenni di impiego massivo si scoprono gli effetti collaterali di questi prodotti, dovuti soprattutto alla loro notevole persistenza e alla proprietà di accumularsi nel tessuto adiposo degli animali superiori. Il danno ambientale dei clororganici è inestimabile perché per le loro proprietà si accumulano ai vertici delle catene alimentari. Denuncia, drammaticamente, i danni dell'uso di insetticidi non selettivi e persistenti, una biologa americana, Rachel Carson, con un libro dal titolo emblematico: Silent spring, primavera senza uccelli.
A cavallo fra gli anni sessanta e gli anni settanta i clororganici saranno sostituiti gradualmente da insetticidi di sintesi di nuova generazione, la maggior parte dei quali s'identifica nelle categorie dei fosforganici e dei carbammati, e il cui successo raggiungerà l'apice negli anni ottanta. La diffusione di questi principi attivi ha arrestato la crescita del problema dei clororganici e ha peraltro introdotto metodi di controllo più sofisticati, con l'elaborazione di sostanze in grado di penetrare all'interno dei tessuti vegetali (insetticidi sistemici, citotropici, translaminari) e raggiungere pertanto fitofagi di difficile controllo con gli insetticidi di contatto. Questi insetticidi presentano come proprietà generali una persistenza moderata, un'elevata polivalenza, un'elevata tossicità acuta (mediamente più alta nei fosforganici) e una meno conosciuta tossicità cronica, talvolta con potenziali effetti teratogeni o cancerogeni spesso messi in discussione secondo gli interessi. Il meccanismo d'azione, talvolta altamente sofisticato, è potenzialmente in grado di indurre fenomeni di resistenza genetica negli insetti ad alto potere riproduttivo.
La diffusione dei fosforganici e dei carbammati, di conseguenza, portò nuovi problemi di natura medico-sanitaria e ambientale. Da un lato l'uso di insetticidi molto più tossici dei clororganici poneva problemi di tutela della salute degli operatori e dei consumatori, da un altro l'impiego sistematico nella lotta a calendario di principi attivi poco selettivi ha aggravato gli effetti dei clororganici sulla biodiversità, semplificando ulteriormente gli agrosistemi, a scapito degli organismi utili, e predisponendo le colture ad attacchi sempre più intensi da parte di insetti fitofagi di difficile controllo. Fra gli anni settanta e gli anni ottanta si è generato un circolo vizioso che imponeva l'aumento dei trattamenti, delle dosi, della tossicità.
Da allora, tra polemiche sempre vivaci, la scienza ha continuato a elaborare molecole sempre più selettive, tali da avere un effetto mirato, e più labili, così da scomparire rapidamente dopo l'effetto. Le opposizioni non riescono, del resto a impedire l'uso degli insetticidi, se si considera che gli insetti determinano ancora, mediamente, la perdita del 20 per cento della produzione mondiale di riso, del 10 per cento di quella di frumento, del 14 per cento di quella di mais, corrispondenti, complessivamente, seppure il calcolo sia approssimativo, al fabbisogno di ottecento milioni di uomini. A partire dagli anni ottanta i fosforganici e i carbammati, molti dei quali ormai vietati, sono stati affiancati dai cosiddetti insetticidi di quarta generazione. Questi principi attivi presentano un basso impatto ambientale e meccanismi d'azione selettivi che tendono a preservare la salute dell'uomo e dei vertebrati in generale e, nel contempo, a non interferire con la biologia dell'artropodofauna utile.

### L'evoluzione dei metodi di lotta
L'applicazione della lotta biologica come metodo mirato di controllo degli insetti dannosi risale al XIX secolo. Uno degli esempi storici più significativi riguarda l'introduzione negli USA del Coccinellide australiano Rodolia cardinalis (1889), allo scopo di controllare le infestazioni dell'Icerya purchasi. L'efficacia fu tale che il predatore fu introdotto negli anni successivi in molti Paesi. Per circa mezzo secolo, a cavallo fra il XIX e il XX secolo, la lotta biologica destò un notevole interesse alla luce delle conoscenze acquisite in campo etologico e, soprattutto, a causa della limitata disponibilità di mezzi chimici.
In Italia le più significative applicazioni di lotta biologica risalgono all'inizio del XX secolo, con l'introduzione, ad opera di Antonio Berlese della Rodolia cardinalis nel 1901 e della Prospaltella berlesei contro la cocciniglia bianca del pesco nel 1906, del Cryptolaemus montrouzieri, ad opera di Filippo Silvestri, contro i cotonelli degli agrumi nel 1908, dell'Aphelinus mali, ad opera di Giacomo Del Guercio, contro l'afide lanigero del melo nel 1923. Nel corso di un cinquantennio un grande contributo venne da parte di Filippo Silvestri che introdusse, allo scopo di acclimatarli, molti parassitoidi o predatori, con esiti non sempre felici.
In campo istituzionale risultarono molto attivi, nell'importazione di ausiliari esotici in Italia, il Laboratorio di Entomologia Agraria di Portici e la Stazione di Entomologia Agraria di Firenze, ma significativi contributi vennero anche da parte di altre istituzioni universitarie che facevano capo agli atenei di Milano, Bologna, Piacenza, Catania.
Fatta eccezione per qualche esempio felice, come quelli citati, la lotta biologica ha però ceduto il passo alla lotta chimica allorché l'industria chimica ha reso disponibile rimedi efficaci nel breve periodo, relegando quella biologica ad un ruolo marginale per diversi decenni, soprattutto a partire dagli anni cinquanta con l'avvento dei clororganici. La lotta chimica ha dunque occupato un ruolo egemone fin da quando si è diffuso l'impiego dei clororganici. A tutt'oggi i trattamenti insetticidi con principi chimici rappresentano il mezzo principale con cui si combattono gli insetti nei Paesi che praticano un'agricoltura intensiva.
Le vicende legate all'uso indiscriminato dei clororganici prima e dei fosforganici poi hanno ridimensionato drasticamente l'importanza data alla chimica. È significativa una considerazione di Giorgio Celli in una sua prefazione ad un libretto divulgativo distribuito in Emilia-Romagna negli anni novanta: dall'inizio degli anni quaranta alla fine degli anni settanta, negli Stati Uniti, il prelievo operato dagli insetti sulle produzioni agrarie è aumentato dal 7% al 13%, nonostante il consumo di prodotti chimici di sintesi sia aumentato, nello stesso intervallo di tempo, del 1200%. Questo dato mette in luce che l'uso massiccio della chimica nella fitoiatria non ha risolto l'atavico problema degli insetti dannosi, bensì l'ha aggravato producendo un danno economico diretto (maggiori costi di produzione) e un danno economico indiretto (impatto ambientale, impatto sulla salute pubblica).
Parallelamente all'espansione della lotta chimica si è evoluta nella seconda metà del XX secolo una nuova concezione della difesa dei vegetali che ha avuto applicazione a partire dagli anni settanta. I contributi fondamentali e le innovazioni vennero proprio dal settore dell'Entomologia agraria, estendendosi poi ad altri settori della difesa (Patologia vegetale, ecc.). Il primo passo fu l'evoluzione del concetto di lotta guidata come alternativa alla lotta a calendario. La lotta a calendario, che raggiunse l'auge negli anni sessanta, prevedeva la protezione permanente della coltura con trattamenti ripetuti ciclicamente in funzione della persistenza del principio attivo. La lotta guidata introdusse il concetto di soglia d'intervento, basato su criteri esclusivamente economici: un trattamento è inutile finché l'andamento della popolazione del fitofago e le condizioni climatiche non presuppongono l'insorgenza di un danno economico. Il trattamento fitoiatrico ha pertanto necessario solo quando le condizioni determinano un danno economico che supera il costo del trattamento stesso.
La lotta guidata non escludeva la lotta chimica, bensì ne razionalizzava il ricorso su basi prettamente economiche. I suoi principi fondamentali vennero acquisiti da una successiva evoluzione, il concetto di lotta integrata. Le origini delle teorie della lotta integrata risalgono agli anni cinquanta e il concetto venne focalizzato nel 1959 in quella che fu una pietra miliare della storia dell'Entomologia Agraria The integrated control concept. La lotta integrata incorpora il concetto di lotta guidata correggendone l'impostazione di base: nella valutazione dei benefici e dei costi non si può fare a meno di considerare anche quelli indiretti dell'impatto ambientale. Da qui si evolve il concetto di fondo di un sistema di difesa che integra tutti i mezzi disponibili: chimici, agronomici, meccanici, biologici, biotecnologici.
La lotta integrata non esclude i trattamenti chimici ma, a differenza della lotta guidata, prevede che questi facciano parte di un sistema integrato, pertanto devono essere compatibili con gli altri mezzi usati, con particolare riferimento ai mezzi biologici. L'applicazione della lotta integrata ha dato impulso alla ricerca in diversi ambiti:
- settore chimico: ricerca di nuove molecole che hanno un basso impatto sull'artropodofauna utile. L'Entomologia agraria contribuisce con il consolidamento delle conoscenze in merito alla biologia e alla fisiologia degli insetti;
- settore biologico: ricerca dei complessi meccanismi che regolano le cenosi associate alle piante agrarie. L'Entomologia agraria contribuisce studiando la composizione e la dinamica delle cenosi associate alle singole piante agrarie, la biologia, l'etologia e la dinamica di popolazione delle singole specie, gli sviluppi indotti dalla tutela della biodiversità;
- settore biotecnologico: ricerca di tecniche avanzate in campo molecolare, genetico, fisiologico che permettono di individuare e sfruttare in modo mirato e selettivo i punti deboli della specie dannosa. Anche in questo caso l'Entomologia agraria contribuisce approfondendo le ricerche sulla biologia, la fisiologia, l'etologia, la dinamica di popolazione, la genetica degli insetti dannosi.

Il lavoro svolto negli ultimi decenni dall'Entomologia agraria ha prodotto la determinazione di nuove specie, una maggiore conoscenza dell'etologia e degli aspetti ecologici, la nascita di molecole chimiche di nuova concezione, a basso impatto sia per l'uomo sia per le specie utili, l'elaborazione di piani di difesa che hanno ridotto sensibilmente in termini quantitativi l'impiego di prodotti chimici in campo fitoiatrico, la tutela della biodiversità con il passaggio del concetto di produzione agronomica convenzionale a quello di produzione integrata.